# 초록반지꼬리주머니쥐
초록반지꼬리주머니쥐(Pseudochirops archeri)는 반지꼬리주머니쥐과에 속하는 유대류의 일종이다. 오스트레일리아 북부 지역에서만 서식한다. 팔루마와 윈저 산 테이블랜드 사이 퀸즐랜드주 북동부의 아주 좁은 지역에서 발견된다.